# Laroque-Roucazel
Ancienne commune du Tarn, la commune de Laroque-Roucazel a été supprimée en 1835. Son territoire a été partagé entre les communes de Cadix et de Trébas.
Le hameau de Laroque ou La Roque se trouve aujourd'hui sur le territoire de Trébas.